# Clerodendrum inaequipetiolatum
Clerodendrum inaequipetiolatum là một loài thực vật có hoa trong họ Hoa môi. Loài này được R.D.Good mô tả khoa học đầu tiên năm 1930.